# کوه راک
کوه راکیا "سرکوه راک" یا "سر کوه"، روستایی زیبا از توابع بخش سوق شهرستان کهگیلویه در استان کهگیلویه و بویراحمد ایران است. در این روستا باغ و چشمه‌های چشم نوازی خودنمایی می‌کند. این روستاه زادگاه "سید محمد موحد"، نماینده‌ ۵ دوره‌ی کهگیلویه‌ی بزرگ و یک دوره‌ی شهرستان بهبهان در مجلس شورای اسلامی است.

## جمعیت
این روستا در دهستان راک قرار دارد و براساس سرشماری مرکز آمار ایران در سال ۱۳۸۵، جمعیت آن ۱۴۶ نفر (۳۷خانوار) بوده‌است.